# Sisyrinchium intihuatanense
Sisyrinchium intihuatanense är en irisväxtart som först beskrevs av Julio César Vargas Calderón, och fick sitt nu gällande namn av Pierfelice Ravenna. Sisyrinchium intihuatanense ingår i släktet gräsliljor, och familjen irisväxter. Inga underarter finns listade i Catalogue of Life.